# Dekanat żarnowiecki
Dekanat żarnowiecki – jeden z 33 dekanatów rzymskokatolickiej diecezji kieleckiej. Tworzy go 8 parafii:
- Dobraków – pw. Matki Bożej Częstochowskiej
- Kidów – pw. św. Mikołaja b. w.
- Kozłów – pw. Podwyższenia Krzyża Świętego
- Łany Wielkie – pw. św. Wojciecha b. m.
- Tczyca – pw. św. Idziego
- Uniejów – pw. św. Wita
- Wierbka – pw. Niepokalanego Poczęcia Najświętszej Maryi Panny
- Żarnowiec – pw. Narodzenia Najświętszej Maryi Panny